# Leichtathletik-Halleneuropameisterschaften 2019/Teilnehmer (Armenien)
| Gelbes Symbol für Goldmedaillen mit stilisierten Olympischen Ringen | Graues Symbol für Silbermedaillen mit stilisierten Olympischen Ringen | Braundes Symbol für Bronzemedaillen mit stilisierten Olympischen Ringen |
| ------------------------------------------------------------------- | --------------------------------------------------------------------- | ----------------------------------------------------------------------- |
| —                                                                   | —                                                                     | —                                                                       |

Aus Armenien starteten zwei Athleten bei den Leichtathletik-Halleneuropameisterschaften 2019 in Glasgow.
Alexander Donigian stand zwar auf der Meldeliste, nahm aber offensichtlich nicht teil.

## Ergebnisse

### Männer

#### Laufdisziplinen
| Athlet              | Disziplin | Vorlauf     | Vorlauf | Halbfinale | Halbfinale | Finale             | Finale             |
| Athlet              | Disziplin | Zeit        | Platz   | Zeit       | Platz      | Zeit               | Platz              |
| ------------------- | --------- | ----------- | ------- | ---------- | ---------- | ------------------ | ------------------ |
| Jerwand Mkrttschjan | 1500 m    | 3:49,25 min | 17      | –––        | –––        | nicht qualifiziert | nicht qualifiziert |

#### Sprung/Wurf
| Athlet         | Disziplin  | Qualifikation | Qualifikation | Finale             | Finale             |
| Athlet         | Disziplin  | Weite         | Platz         | Weite              | Platz              |
| -------------- | ---------- | ------------- | ------------- | ------------------ | ------------------ |
| Lewon Aghasjan | Dreisprung | 16,28 m       | 10            | nicht qualifiziert | nicht qualifiziert |